# Fixeringsbild

C. A. Gilbert: All is vanity

En fixeringsbild kallas en bild med en dold figur, som framträder först vid speciell granskning. Termen används även för bilder som kan ge två olika synförnimmelser men bara kan uppfattas en i taget. Ordets ursprung kommer från tyskans Vexierbild med samma betydelse (eg. "gäckande bild", till vexieren "narra, lura"; av latinets vexare, "oroa; plåga").